# Antoine d'Agata
Pour les articles homonymes, voir d'Agata.
Antoine d’Agata est un photographe documentaire subjectif  et cinéaste français, né le 19 novembre 1961 à Marseille, 
Il a été lauréat du prix Niépce en 2001. Il est membre de Magnum Photos depuis 2004.

## Biographie
Antoine d’Agata est né à Marseille de parents siciliens, sa famille côté paternel exerce le métier de bouchers, sa famille côté maternel celui de poissonniers.
À partir de l’âge de 17 ans, Antoine d’Agata s’intéresse aux mouvements punk et anarchistes marseillais. Peu de temps après, il commence à fréquenter des bordels et à se droguer régulièrement.
En 1981, il perd l’usage de son œil gauche après avoir reçu une grenade lacrymogène de la police, lors d’une altercation avec des membres néofascistes du Parti des forces nouvelles (PFN).
En 1983, il quitte la France et commence à voyager. Il se trouve aux États-Unis en 1990, et c’est à New York qu’il étudie la photographie à l’International Center of Photography, où il suit les cours de Larry Clark et de Nan Goldin. Il travaille ensuite comme reporter ainsi qu’au département éditorial de Magnum Photos.
De retour en France en 1993, Antoine d’Agata décide d’interrompre son travail comme photographe pendant quatre ans. En 1998, il publie ses premiers ouvrages De Mala Muerte et Mala Noche.
De 1999 à 2004, il est représenté par l’Agence VU.
En 2001, il publie Hometown et remporte le prix Niépce décerné aux jeunes photographes. Il continue à publier régulièrement ; en 2003 Vortex et Insomnia accompagnent son exposition « 1001 Nuits ». En 2004, il publie Stigma puis Manifeste en 2005.
En 2004, il intègre l’agence Magnum Photos.
Toujours en 2004, il réalise son premier film, un court-métrage intitulé Le Ventre du Monde ; en 2006, il tourne un long-métrage, Aka Ana, filmé au Japon.
En 2008, le Festival international du film Entrevues à Belfort lui décerne le grand prix pour son documentaire Aka Ana.
D’Agata est exposé aux Rencontres d’Arles en 2009 dans le cadre de l’exposition « Ça me touche » qui regroupe des invités de Nan Goldin.
En 2013 il est commissaire d’exposition du projet Marseille vu par 1000 photographes du monde à la bibliothèque départementale des Bouches-du-Rhône.
Depuis de nombreuses années[pas clair], il anime des ateliers, donne des cours de photographie et participe à des colloques un peu partout dans le monde. Son travail se situant dans le monde entier, il n’a pas un lieu fixe de résidence.

### Vie privée
Antoine d’Agata est père de quatre filles nées entre 1994 et 2007.

## Cinéma
Antoine d’Agata a réalisé trois films : El cielo del muerto (2005), Aka Ana (2008) et Atlas (2013). Atlas a été retenu dans la sélection principale du festival compétitif CPH:DOX 2013 de Copenhague.
En 2007 est sorti à Cannes Un homme perdu, de Danielle Arbid, un film dans lequel Melvil Poupaud joue un photographe, rôle largement inspiré de la vie de D’Agata.
En 2010 est sorti L’Homme qui voulait vivre sa vie, film d’Éric Lartigau, dans lequel Romain Duris joue le rôle d’un photographe. Les photographies montrées dans le film sont d’Antoine d’Agata.
En 2019 Franck Landron sort un film documentaire D’Agata - Limite(s) où le réalisateur interroge différents acteurs du monde photographique et révèle la personnalité du photographe en montrant ses images.

## Œuvre

### Thématique
Les thèmes abordés par Antoine d’Agata sont la nuit, l’errance, la prostitution, le sexe, les corps, les expériences alternatives. Il tente, à travers l’acte photographique, de rendre compte des espaces d’ordre physique et émotionnel, de manière segmentée, en adoptant une posture personnelle. Sa photographie cristallise les ruptures que les corps et les sentiments produisent, ainsi que des moments qui ne peuvent être assimilés, de par l’instantanéité de l’évènement.
Par le type de l’image et par son esthétique brutale et grasse dans les formes, il oblige le spectateur à s'interroger sur la réalité de ce qu’il voit - c’est alors qu’il devient acteur, en partageant cette expérience photographique -, et sur l’état du monde et sur lui-même. Son sujet est pris dans le déplacement du photographe et des autres, dans l’éphémère et l’insaisissable.

### Mode opératoire et matériels
Ses clichés photographiques résident dans le hasard des rencontres. Il ne définit presque jamais à l’avance l’objet de ce qu’il va photographier. Il est guidé par son inconscient et ses obsessions : l’obscurité, la peur ou encore l’acte sexuel, et plus précisément par son rapport à l’existence.
Antoine d’Agata utilise un appareil de petit format (Leica), ce qui rend la prise de vue aisée en fonction des situations dans lesquelles il se trouve. Il peut aussi se servir d’un Polaroid et d’appareils jetables. Il travaille en argentique et numérique, en noir et blanc et en couleur.

### Antoine d’Agata et le «documentaire»
Antoine d’Agata dit, à travers ses photographies, ne parler que de lui, de ses situations, et témoigne de l’instantanéité des moments de vie. À la question de savoir quelle trace il voudrait que son travail laisse dans l’histoire de la photographie, il répond :

« Avoir cherché à vivre avec ceux que jusque-là la photographie s’était contentée de voir. Avoir tenté de dire ce qui n’a pas été dit : qu’il n’est pas acceptable pour le photographe de n’être qu’un voyeur. Avoir tenté de voir ce qui n’a pas été vu. Avoir tenté de faire de situations vécues une œuvre, aussi imparfaite soit-elle. N’avoir jamais renoncé à vivre en prenant pour excuse la photographie. Avoir voulu abolir toute distance avec mon sujet. Avoir voulu mettre en pratique, à mes risques et périls, une vérité ancienne : le monde n’est pas fait de ce que nous voyons, mais de ce que nous sommes »

En réalité, il tenterait de garder une distance par rapport aux images documentaires possédant des signes facilement reconnaissables par tous. D’Agata envisage la photographie comme un « outil documentaire », qu’il mélange à sa subjectivité.

## Prix et récompenses
Années 1990
- 1994 : 1er prix du Festival des jeunes Créateur, Paris
- 1996 : Prix Voies Off
- 1999 : Bourse Villa Médicis Hors les murs, France
- 1999 : Prix Forscher Fellowship, États-Unis

Années 2000
- 2001 : Prix Niepce, Paris
- 2004 : Prix du Festival international de photographie, Higashikawa, Japon
- 2008 : Grand Prix du film documentaire, Festival Entrevues de Belfort
- 2011 : Le Grand Prix International des 4e Rencontres photographiques de Créteil

## Publications
Années 1990
- 1998 De Mala Muerte, texte de Paco Ignacio Taibo II, Paris, Le Point du Jour Éditeur
- 1998 Mala Noche, textes de Bruno Le Dantec et Jose Agustin, Nantes, édition En Vue  (ISBN 2-9119-6604-X)

Années 2000
- 2000 Dormir / Sleep, Paris, éditions Coromandel
- 2001 Antoine d’Agata, texte Antoine d’Agata, Vigo, Espagne, Centro de Estudios fotograficos
- 2002 Moussa Konaté, Paris, Éditions de l’œil
- 2002 Home Town, sans texte, Paris, Le Point du Jour Éditeur
- 2002 Le Ventre du Monde, Phototypie, Galerie Maeght, Paris, 2003. Texte : B. Le Dantec, éditions de l’Œil, Paris
- 2003 Psychogeography, Pays-Bas, éditions Aurora Boréalis
- 2003 Position(s), texte Magali Jauffret, Paris, Fnac
- 2003 Vortex, texte de Christian Caujolle, Paris, édition Atlantica  (ISBN 2-8439-4673-5)
- 2003 Insomnia, texte Christian Caujolle, B. Le Dantec, Marseille, éditions Images en manœuvres  (ISBN 2-9084-4575-1)
- 2004 Stigma, texte de P. Azoury, Marseille, Images en manœuvres Éditions  (ISBN 2-8499-5009-2)
- 2004 La Ville sans Nom, éd. Le Point du Jour
- 2005 Antoine Agata, Psychogéographie, texte de B. Le Dantec, Paris, Le Point du jour éditeur, 2005, 80 p. (ISBN 978-2-912132-43-7, BNF 40073721)
- 2005 Manifeste, Le Point du Jour éditeur, Paris / Galerie le Bleu du Ciel
- 2007 Situations, texte Antoine d’Agata, Hysteric, Tokyo, Japon
- 2008 Le Désir du monde, entretiens, Antoine d’Agata et Christine Delory, Éditions Téraèdre
- 2009 Agonie, textes de Rafael Garido, Éditions Actes Sud, 234 pages,  (ISBN 978-2-7427-8636-7)

Années 2010
- 2010 Aka Ana (titre provisoire), Livre / DVD, Textes Philippe Azoury, I.E.M. Éditions
- 2011 Situations (titre provisoire), Texte Antoine d’Agata, Éditions Actes Sud
- 2012 Antoine Agata, Ice, Marseille, Images en manœuvres, textes de Rafael Garido, 2012 (ISBN 978-2-8499-5205-4, lire en ligne)
- 2012 Position(s)[8], textes et images Antoine d’Agata, Giuliana Prucca, Paris, Avarie  (ISBN 978-2-9541-9740-1)
- 2013 Anticorps, Paris, Le Bal & Éditions Xavier Barral  (ISBN 978-2-3651-1003-7)
- 2013 Odysseia, Marseille, André Frère  (ISBN 979-1-09-226505-7)
- 2014 Noiá, Superlabo, Tokyo  (ISBN 978-4-905052-68-5)
- 2015 Desordres, Éditions Voies Off, Arles
- 2015 Fukushima, Superlabo, Tokyo  (ISBN 978-4-905052-77-7)
- 2017 Lilith, Siruela, 64 pages,  (ISBN 978-8-4170-4804-4)

Années 2020
- 2020 Virus, Studio Vortex,  (ISBN 978-2-9570-3251-8)
- 2023 Un endroit inconvénient (avec Jonathan Littell), Editions Gallimard,  (ISBN 978-2-0730-3-685-8)

## Documentaire
- « Virus, regards de photographes », avec Éric Bouvet, Corentin Fohlen, Laurence Geai, Antoine d’Agata et Peter Turnley, film documentaire d’Anouk Burel, LCP, 2021, 51 min[9].